# Homer Pierce Clark
Homer Pierce Clark (auch Homer P. Clark, * 6. Juli 1868 in Boston, Massachusetts; † 27. Oktober 1970 in Saint Paul, Minnesota) war ein US-amerikanischer Verleger.

## Leben

### Familie und Ausbildung
Der gebürtige Bostoner Homer Pierce Clark, Nachkomme des Malers Winslow Homer und des Lebensmittelhändlers Samuel Stillman Pierce, Sohn des Charles Henry Clark (1836–1907) und dessen Ehefrau Martha Cowper Pierce Clark (1837–1929), 1887 Absolvent der St. Paul High School, nahm im Anschluss das Studium der Rechtswissenschaften an der University of Minnesota Law School in Minneapolis auf, 1894 graduierte er zum Bachelor of Laws. Im gleichen Jahr erfolgte seine Zulassung zum Anwalt beim Minnesota Supreme Court.
Homer Pierce Clark vermählte sich am 12. Januar 1910 in Saint Paul mit Elizabeth Turner Dunsmoor (1886–1977). Aus dieser Verbindung entstammten die Töchter Elizabeth Turner, Catherine Pierce und Helen Dunsmoor und die Söhne Lieutenant Robert Stuart Clark, gefallen am 1. Februar 1943 während einer Kampfhandlung im Zweiten Weltkrieg, und Thomas Kimball. Der in einem 1884 erbauten Herrenhaus in Saint Paul residierende Homer Pierce Clark verstarb im Herbst 1970 im hohen Alter von 102 Jahren.

### Beruflicher Werdegang
Homer Pierce Clark bekleidete zu Beginn seiner beruflichen Laufbahn seit 1888 eine Angestelltenstelle für die Finch, Van Slyck and McConville Wholesale Dry Goods Company in Saint Paul, die er bis 1890 ausfüllte. Zwei Jahre später wechselte er zur West Publishing Company, 1902 wurde er dort zum Treasurer bestellt. 1921 wurde ihm das Präsidentenamt übertragen, 1932 wurde er zum  Chairman of the Board gewählt, 1950 wurde der zum Honorary Chairman of the Board Ernannte feierlich in den Ruhestand verabschiedet.
Homer Pierce Clark übte darüber hinaus die Funktionen des Direktors der Waldorf Paper Products Company, der Federal Reserve Bank of Minneapolis, der St. Paul Fire and Marine Insurance Company, des Vice Chairman des Liberty Loan Committee for the ninth district in World War I., des Trustee der James Jerome Hill Reference Library in Saint Paul sowie in den Jahren 1943 und 1944 des Präsidenten der St. Paul Community and War Chest aus.
Der zum Honorary Chairman der American Law Book Company ernannte Homer Pierce Clark, der einen Verlagsschwerpunkt auf Bücher zum Thema Recht legte, hielt Mitgliedschaften in der American Bar Association, der Minnesota State Bar Association sowie der Mayflower Society inne.